# 402e régiment d'infanterie
Le 402e régiment d'infanterie (402e RI) est un régiment d'infanterie de l'Armée de terre française constitué en 1915 avec des éléments provenant des dépôts des 2e et 11e régions militaires (Amiens et Nantes)

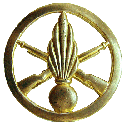
insigne de béret d'infanterie

Les régiments dont le numéro est supérieur à 400 sont des régiments de marche.

## Création et différentes dénominations
- 12 mai 1915 : Constitution du 402e régiment d'infanterie (à trois bataillons) au camp de La Valbonne avec des éléments venus des dépôts de la  2e Région militaire
- Son effectif à l'organisation est de 41 officiers et 2775 sous-officiers et hommes du rang.
- 5 avril 1916 : Dissolution.

## Chefs de corps
- Du 12 mai 1915 au 28 septembre 1915 : lieutenant-colonel Adrien-Armand-Raoul du Caurroy (évacué sur blessure).
- Du 1er octobre 1915 au octobre 1915 : chef de bataillon Brêche (à titre provisoire).
- De octobre 1915 au 24 mars 1916 : lieutenant-colonel Jean-Léonce Reynaud.
- Du 25 mars 1916 au 1er avril 1916 : chef de bataillon puis lieutenant-colonel Antoine-Aristide de Seguin de Reyniès.

## Historique des garnisons, combats et batailles du402eRI

### Première Guerre mondiale

#### Affectations
- 157e division d’infanterie
- 133e division d’infanterie
- Rattaché à la 6e armée à partir du 3 septembre 1915

#### 1915
- Septembre – octobre : Bataille de Champagne : ferme des Wacques, cote 139, Sainte-Marie-à-Py ;
- Avril : Dissolution : une partie du régiment est affectée au  111e RI (après que celui-ci fut presque totalement anéanti dans le bois de Malancourt, le 20/03/1916), puis au  216e RI (après la dissolution rapide du 111e RI).

#### 1916
- Janvier – mars : Vosges : Tagolsheim, bois de Carpach.
- 5 avril 1916 : le 402e R.I. est dissous et ses éléments sont fusionnés avec le 111e R.I.

## Drapeau
Il porte, cousues en lettres d'or dans ses plis, les inscriptions suivantes :
- Champagne 1915